# Os styloideum
Het os styloideum is een accessoir handwortelbeentje dat soms als extra ossificatiepunt ontstaat gedurende de embryonale ontwikkeling en dan gelegen is aan de dorsale zijde van de pols, tussen het os capitatum, os trapezoideum en de metacarpalia van de tweede en derde straal.
De ontdekking van het botje gaat zeker terug tot 1725, toen het door ene Salzmann werd beschreven. De incidentie van het os styloideum is onbekend, maar vaak is het extra botje vergroeid met het tweede of derde middenhandsbeentje (94%, dan meestal processus styloideus genoemd), het os capitatum (3%) of het os trapezoideum (0,5%). Slechts in 2% van de gevallen is er sprake van een geheel losliggend botje.
Vaak geeft een klein os styloideum geen of weinig klachten en wordt het als toevalsbevinding op een (laterale) röntgenfoto gezien. Een dergelijke carpale exostose kan soms echter klachten van pijn of bewegingsbeperking in de aangedane hand geven. De symptomen van deze zogenaamde carpal boss of carpe bossu ontstaan door een overliggend ganglion, een bursitis, degeneratieve veranderingen in de vorm van artrose of een pees die over de exostose schuift. Over het algemeen treden klachten pas op bij volwassenen zodra er degeneratieve veranderingen plaatsvinden. Het is een zeldzame oorzaak van pijn in de pols in kinderen.
Indien een os styloideum als toevalsbevinding wordt gevonden, dient men terughoudend te zijn met chirurgische interventie. Indien de klachten invaliderend zijn, kan excisie overwogen worden. Een alternatieve behandeling kan bestaan uit het geven van NSAID's.